# Province de Nice (1859-1860)
Pour les articles homonymes, voir Province de Nice.
1859–1860
Entités précédentes :
- Division de Nice (Royaume de Sardaigne)

Entités suivantes :
- Alpes-Maritimes
- Province de Porto Maurizio
- Province de Coni (Tende et La Brigue)

La province de Nice est une province du royaume de Sardaigne qui exista durant une courte période de 1859 à 1860. Elle ne doit pas être confondue avec la subdivision de la division de Nice (1818-1859) qui portait le même nom.

## Histoire
La province de Nice est instituée le 23 octobre 1859 à la suite de la promulgation du décret Rattazzi qui redéfinit le découpage administratif du royaume de Sardaigne. Elle succède à la division de Nice. Le sort de la province est modifié radicalement par les événements de la campagne d'Italie de 1859. Le territoire de l'ancien comté de Nice, promis aux Français en échange de leur aide contre l'empire d'Autriche, leur est donné avec le traité de Turin de 1860 qui suit l'entrevue de Plombières. Une fois l'annexion réalisée (le 14 juin 1860), ce qui reste de la province de Nice et qui est toujours sous domination de la maison de Savoie, prend Port-Maurice pour capitale. Dans le même temps, Tende et La Brigue, isolés géographiquement, rejoignent la province de Coni.
Deux tentatives pour unifier l'ancien territoire de la province de Nice ont été entreprises à la fois du côté italien et du côté français durant la Seconde Guerre mondiale. Tout d'abord, en 1940, ce sont les Italiens qui se lancent dans une offensive, mais celle-ci ne va pas plus loin que la ville de Menton. Après le 25 avril 1945, les Français occupent brièvement la province d'Imperia avec l'intention de l'annexer. Mais l'occupation prend fin avec l'ordre péremptoire du président américain Harry S. Truman adressé à Charles de Gaulle pour qu'il retire son armée.

## Découpage
La province de Nice est divisée en trois arrondissements (circondari) :
- arrondissement de Nice,
- arrondissement de Port-Maurice,
- arrondissement de Sanremo.

L'arrondissement de Nice est quant à lui subdivisé en quatorze mandamenti :
| - mandamento de Contes, - mandamento de Guillaumes, - mandamento de Levens, - mandamento de Nice, - mandamento de Puget-Théniers, - mandamento de Roquestéron, - mandamento de Saint-Martin-Vésubie, | - mandamento de Saint-Étienne-de-Tinée, - mandamento de L'Escarène, - mandamento de Sospel, - mandamento de Tende, - mandamento d'Utelle, - mandamento de Villefranche-sur-Mer, - mandamento de Villars-sur-Var. |